# Lunenburg
För andra betydelser, se Lunenburg (olika betydelser).

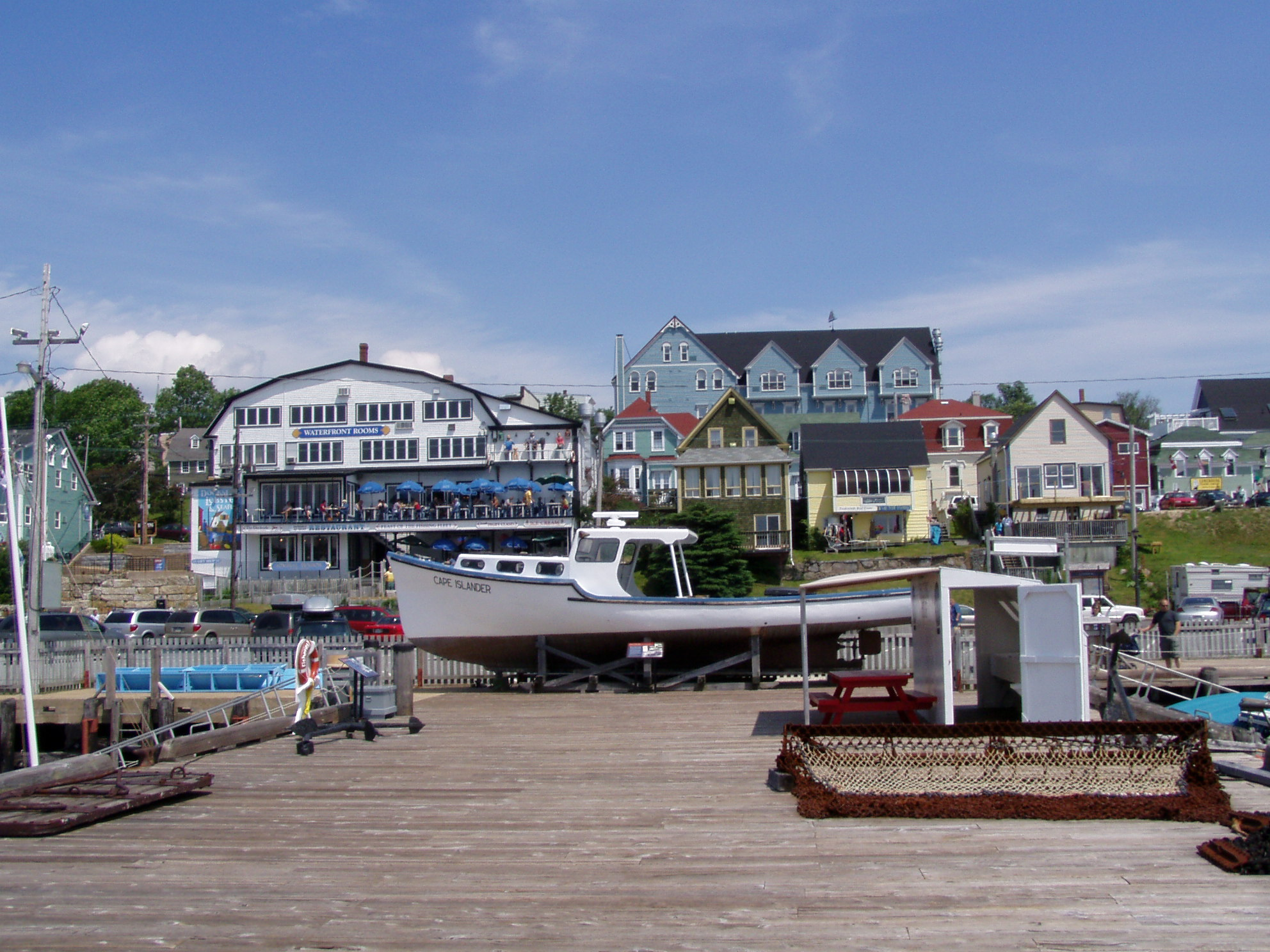
Hamnen i Lunenburg

Lunenburg är en liten stad vid Nova Scotias södra kust i Kanada, cirka 90 kilometer sydväst om provinshuvudstaden Halifax på Atlantkusten. Befolkningen uppgick 1991 till 2 781 personer och har på senare år gått upp mycket under sommaren och ner under vinterhalvåret. Lunenburg ska inte förväxlas med Lunenburg kommun.
Staden Lunenburg grundades 1753 och blev ett världsarv 1995. Denna status garanterar bevarandet av stora delar av stadens unika arkitektur. Namnet fick staden till hertigens av Braunschweig-Lüneburg ära. Denne var från 1727 tillika kung av England under namnet George II.
På sin storhetstid var Lunenburg en viktig sjöfartsort. I dag finns här ett antal små affärsverkamheter, högteknologisk industri och det företag som en gång hade den största fiskodlingen i Kanada, Highliner Foods. Idag håller de inte bara på med produktion och den mesta fisken kommer från havet.
Här byggdes skonaren Bluenose och hennes dotter Bluenose II som har blivit en viktig turistattraktion i staden. Turismen är idag Lunenburgs viktigaste industri och flera tusen besöker staden varje år. Ett antal restauranger, vandrarhem, hotell och butiker finns här för turisterna, bland annat "Fisheries Museum of the Atlantic".
De första Europeiska inflyttarna i Lunenburg (främst tyskar från södra delen av Rhenlandet, Schweiz och franska protestanter från Montbeliard) kom under samma invandringsvåg som nederländerna började slå sig ner i nuvarande Pennsylvania. De ingick alla i gruppen "Utländska protestanter" som uppmuntrades av britterna att slå ner sig i området. Många av de ursprungliga släkterna och ättlingar bor än idag kvar och påverkar utvecklingen av staden.
Lunenburg County har fått sitt namn av staden.

## Bildgalleri

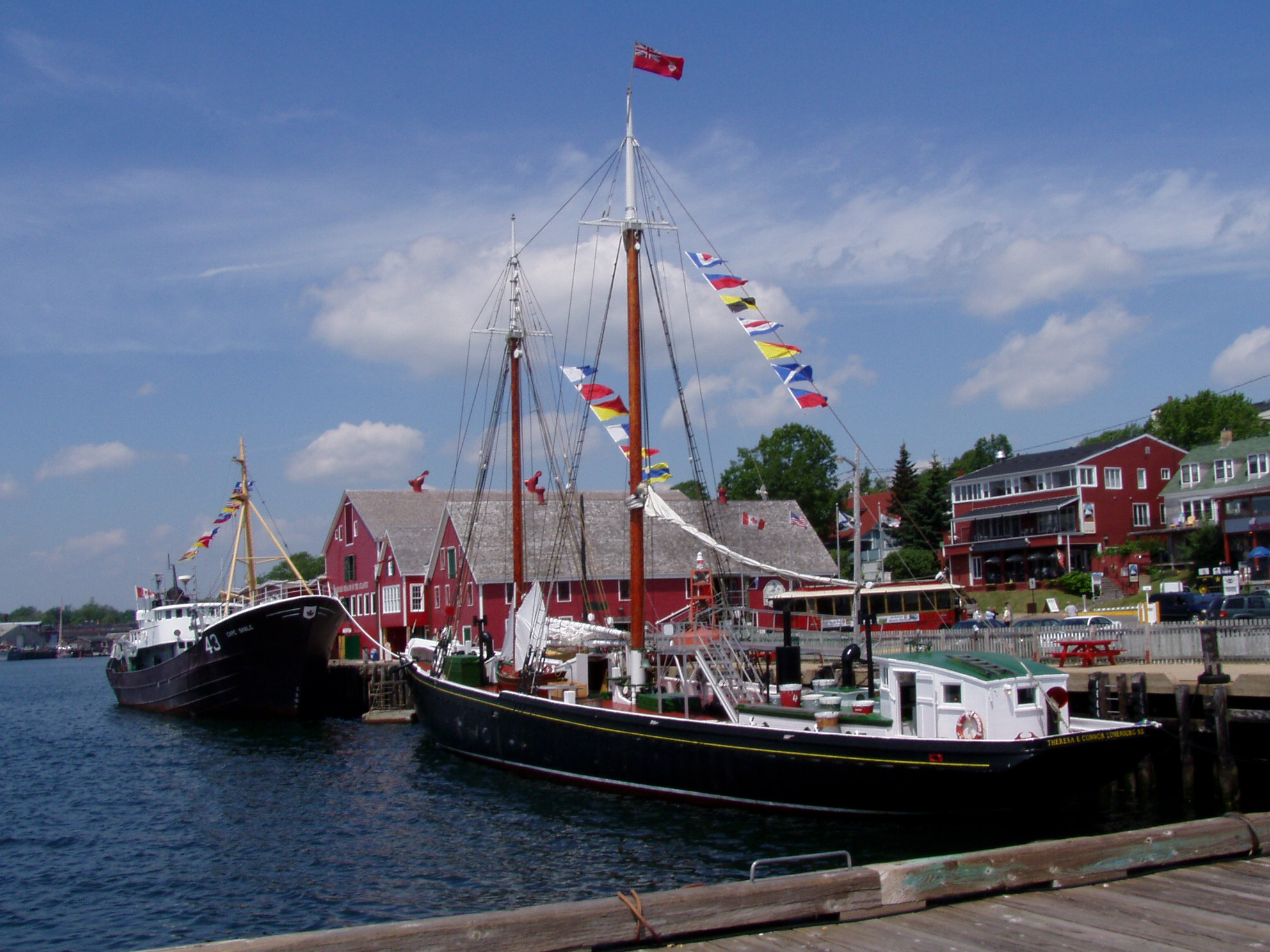
Fiskerimuseet "Fisheries Museum of the Atlantic"
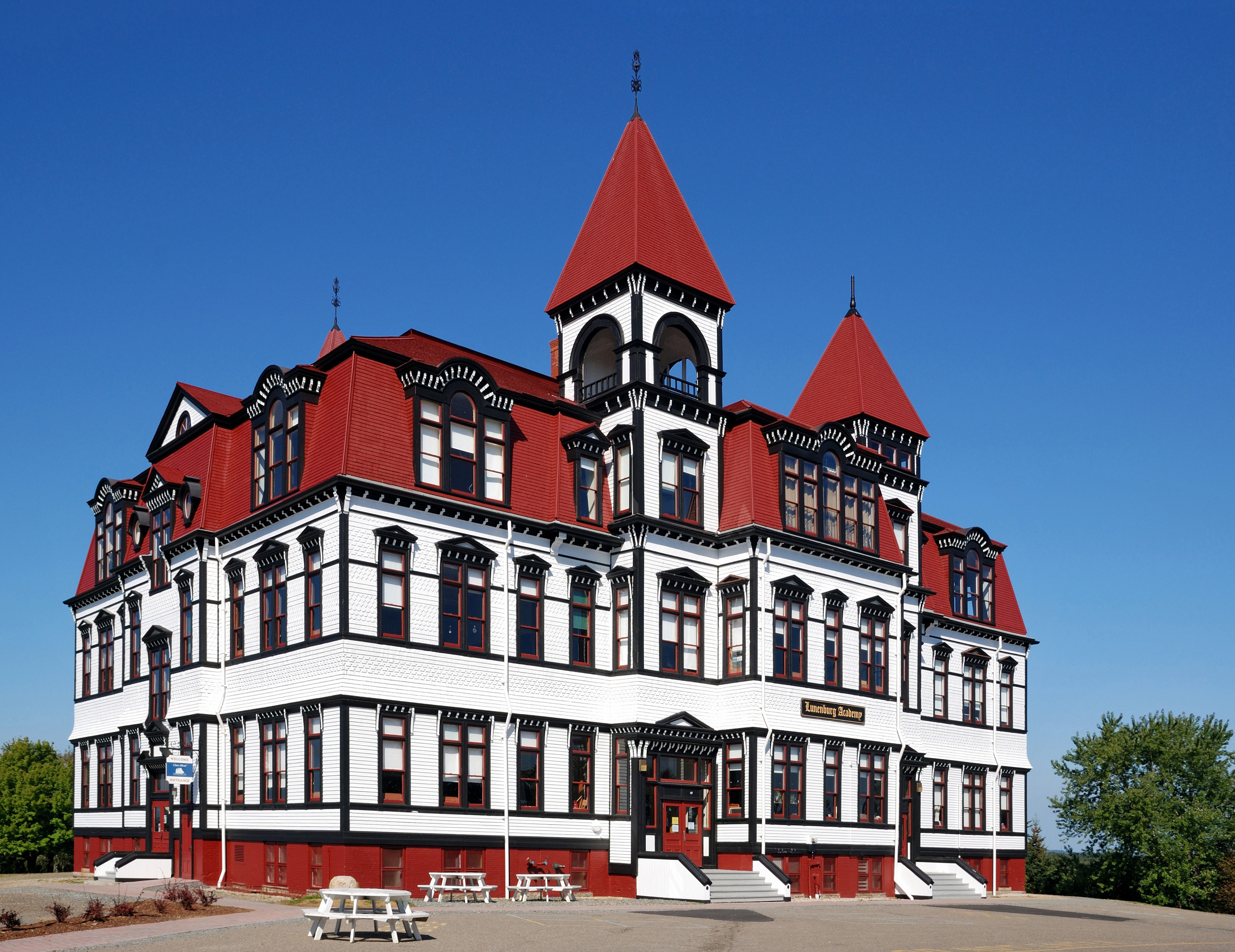
Lunenburg Academy

### Fotnoter
1. ↑  ”Tre frågor om Kanada”. Dagens nyheter. 28 november 2010. http://www.dn.se/arkiv/resor/tre-fragor-om-kanada-1. Läst 11 februari 2016.